# کرونوپیو
کرونوپیو (نام علمی: Cronopio) نام یک سرده از نوع بلوط‌دزدواران است که به عنوان جانور بومی ریو نگرو در آرژانتین شناخته می‌شود.
طول این جاندار بین چهار تا شش اینچ بوده و از حشرات آن دوره تغذیه می‌کرده است.